# Austro-Rumpler-Werke
Die Austro-Rumpler-Werke waren ein Hersteller von Automobilen aus Österreich.

## Unternehmensgeschichte
Edmund Rumpler gründete 1920 das Unternehmen in Wien und begann mit der Produktion von Automobilen. Der Markenname lautete Austro-Rumpler. 1922 endete die Produktion.

## Fahrzeuge
Das einzige Modell 3/10 PS war ein Cyclecar. Die Karosserie bot Platz für eine Person.